# 金正友
金正友（韓語：김정우，1982年5月9日—），韩国足球运动员，现效力于K联赛球队光州尚武，他是韩国国家队的成员。

## 俱乐部生涯
2003年，金正友在蔚山现代开始职业球员生涯，2006年转会到日本名古屋鲸鱼两个赛季。2008年，他前往英格兰球队试训，但没有成功，随后回到加盟韩国城南一和，2010年服兵役而来到光州尚武。

## 国家队生涯
2003年10月19日，金正友在和越南的比赛中第一次代表国家队出场。